# Municipio de Vermillion (condado de Miner)
El municipio de Vermillion (en inglés: Vermillion Township) es un municipio ubicado en el condado de Miner en el estado estadounidense de Dakota del Sur. En el año 2010 tenía una población de 90 habitantes y una densidad poblacional de 0,96 personas por km².

## Geografía
El municipio de Vermillion se encuentra ubicado en las coordenadas 43°53′19″N 97°25′57″O / 43.88861, -97.43250. Según la Oficina del Censo de los Estados Unidos, el municipio tiene una superficie total de 93.39 km², de la cual 93,33 km² corresponden a tierra firme y (0,07 %) 0,06 km² es agua.

## Demografía
Según el censo de 2010, había 90 personas residiendo en el municipio de Vermillion. La densidad de población era de 0,96 hab./km². De los 90 habitantes, el municipio de Vermillion estaba compuesto por el 94,44 % blancos, el 5,56 % eran asiáticos. Del total de la población el 0 % eran hispanos o latinos de cualquier raza.